# Soundcheck (áudio)

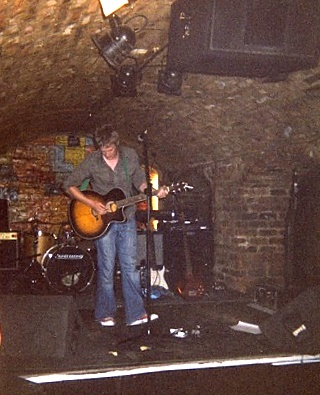
Rob Smith, músico de Dublin, fazendo uma passagem de som no Cavern Club, em Liverpool, em 2006.

Soundcheck ou passagem de som é o processo eletrônico de ajuste do sistema de som feito pelo engenheiros de áudio antes de um concerto oudiscurso, preparando o  reforço de som do local ou no sistema de comunicação ao público sem a presença física do interlocutor, atravessa da execução de uma pequena parte ja gravada do próximo show para garantir que a frente da casa e os sistemas de monitor do palco estejam produzindo um som claro, estejam ajustados no volume adequado e tenham a mixagem e equalização corretas (a última etapa usando console de mixagem ). Quando aplicado exclusivamente a microfones, é mais comumente (e apropriadamente) chamado de verificação de microfone .
UhAs verificações de som são especialmente importantes para shows de rock e outras performances que dependem fortemente de sistemas de reforço de som.

## Processos
As checagens de som geralmente são realizadas antes da entrada do público no local. A passagem de som pode começar com a seção rítmica e, em seguida, passar para a seção melódica e vocalistas.  Após a finalização dos ajustes técnicos pela equipe de som. Uma vez que a acústica de um local frequentemente muda um pouco quando está cheio de membros do público, o engenheiro de som geralmente tem que fazer pequenas modificações nas configurações e níveis do sistema de som com o público presente. 
Se houver mais de um artista atuando, as verificações de som podem ser mais complicadas. 

## Gravação e ensaio
Alguns atos farão gravações de áudio de várias trilhas de uma ou mais passagens de som. Essas gravações serão usadas como fontes de som para verificações de som futuras, para reduzir ou possivelmente eliminar a necessidade de presença dos intérpretes. Essas 'verificações de som virtuais' às vezes também são usadas para ajustar o sistema de PA para acomodar a acústica de um novo local.
Os artistas às vezes executam números alegres ou inusitados durante as verificações de som; alguns, como Paul McCartney, mais tarde incluem alguns deles em seus álbuns ao vivo .
Artistas que mudam seu set list durante o curso de uma turnê de concerto costumam usar as passagens de som como uma oportunidade de ensaio para experimentar novo material ou reviver material antigo, para ver se eles querem introduzir tal material no concerto propriamente dito.